# Élections générales britanniques de 1964 en Écosse
Des élections générales britanniques ont lieu le 15 octobre 1964 pour élire la 43e législature du Parlement du Royaume-Uni. L'Écosse élit 71 des 630 députés.

## Résultats
| Partis | Partis           | Partis       | Voix      | Voix  | Voix       | Total des sièges | Total des sièges | Total des sièges |
| Partis | Partis           | Partis       | Votes     | %     | +/−        | Sièges           | +/−              |                  |
| ------ | ---------------- | ------------ | --------- | ----- | ---------- | ---------------- | ---------------- | ---------------- |
|        | Travailliste     | Travailliste | 1 283 667 | 48,7  | 2,0        | 43 / 71          | 5                |                  |
|        | Conservateur     | Conservateur | 1 069 695 | 40,6  | 6,7        | 24 / 71          | 7                |                  |
|        | Conservateur     | 981 641      | 37,3      | 2,5   | 24 / 71    | 1                |                  |                  |
|        | National-libéral | 88 054       | 3,3       | 4,2   | 0 / 71     | 6                |                  |                  |
|        | Libéral          | Libéral      | 200 063   | 7,6   | 3,5        | 4 / 71           | 3                |                  |
|        | SNP              | SNP          | 64 044    | 2,4   | 1,6        | 0 / 71           | stagnation       |                  |
|        | Communiste       | Communiste   | 12 241    | 0,5   | stagnation | 0 / 71           | stagnation       |                  |
|        | Autres           | Autres       | 4 829     | 0,2   |            | 0 / 71           | stagnation       |                  |
| Total  | Total            | Total        | 2 634 539 | 100,0 | stagnation | 71 / 71          | stagnation       |                  |